# San Giorgio di Livenza
San Giorgio di Livenza ist mit etwa 1621 Einwohnern der größte Stadtteil (so genannte Fraktion) des italienischen Badeortes Caorle in der Metropolitanstadt Venedig. Die Ortschaft liegt auf dem rechten (südlichen) Ufer des Flusses Livenza, rund 10 Kilometer nordwestlich des Stadtkerns von Caorle. Der Ort ist mit La Salute di Livenza zusammengebaut, das aber zu San Stino di Livenza gehört.
Zu San Giorgio di Livenza gehören große unbewohnte Flächen, die landwirtschaftlich genutzt werden. Dem alten natürlichen Lauf der Livenza folgend, gehörte ursprünglich ein Teil des Ortes zu San Stino di Livenza; im 19. Jahrhundert wurde die Grenzziehung modifiziert. Die alte Grenzziehung wirkt sich noch bis heute in Zugehörigkeitsbereichen der Ortsteile innerhalb der katholischen Kirche aus; die Pfarrei von San Giorgio di Livenza ist die südlichste Spitze des Bistums Vittorio Veneto.
San Giorgio di Livenza besitzt ein Industrieareal entlang der Provinzialstraße 42, die hier den Fluss überquert.
Bemerkenswerte Bauwerke sind die Pfarrkirche von San Giorgio di Livenza und das 2001 an der Piazza Libertà errichtete neue Gemeindehaus. Es ist eine touristische Infrastruktur mit etlichen Hotels, Restaurants und Cafés vorhanden.